# Dilophus niger
Dilophus niger är en tvåvingeart som först beskrevs av Hardy 1937.  Dilophus niger ingår i släktet Dilophus och familjen hårmyggor.
Artens utbredningsområde är Manitoba. Inga underarter finns listade i Catalogue of Life.